# Santa Cruz de Yojoa

Santa Cruz de Yojoa é um município hondurenho do departamento de Cortés.